# Нижньодніпровськ-Вузол (місцевість)

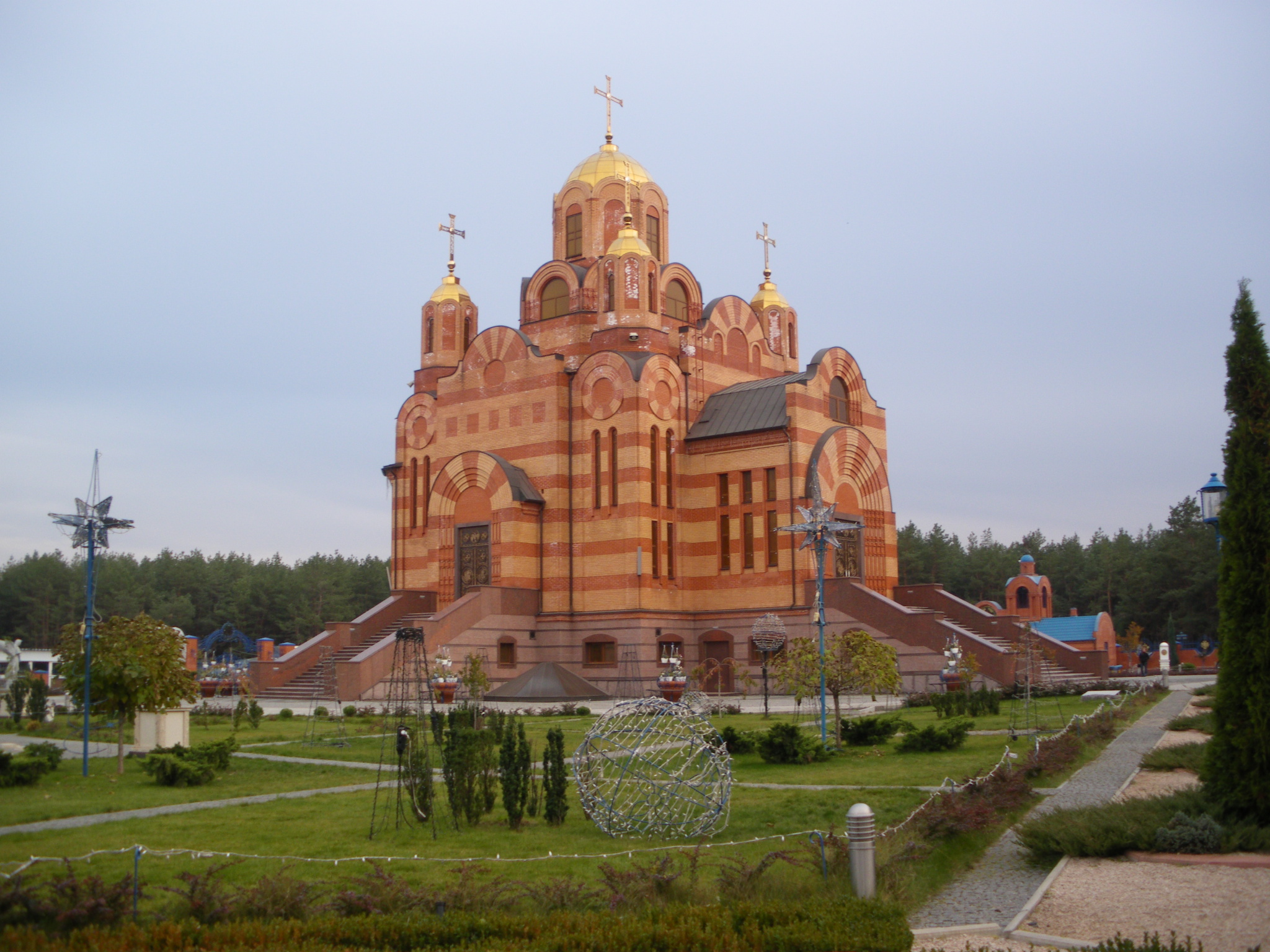
Храм на честь Іверської ікони Божої Матері в лісопарку житлового масиву Північний

Нижньодніпровськ - Вузол - збірна назва двох житлових масивів у Самарському районі міста Дніпро розташованих обабіч величезної сортувальної станції Нижньодніпровськ - Вузол. Район розташований на північ від станції має назву Північний (в 1930 - ті роки називався Жовтневий), район південніше - Південний, хоча жителі найчастіше називають його скорочено Вузол.

## Географія
Райони розташовані на північному сході лівобережної частини міста.

### Житловий масив Північний
Житловий масив з заходу межує з промзоною заводу Вторчормет, з півдня - із залізничною станцією, що розкинулась на декілька кілометрів, з півночі розташований сосновий лісопарк Північний, в якому знаходиться храм УПЦ МП Ікони Божої Матері Іверської, за яким розташувались  залізниця з платформою 194 кілометр, дачне селище на березі річки Кримка, що є рукавом Самари. На сході за залізницею, що відходить на північний захід від станції розташувалось селище Шевченка.
Головні вулиці Семафорна, Іларіонівська, Липова, Лісопаркова, Рибальська, Кондукторська, Синельниківська, Олександра Оцупа (радянська назва Комісара Крилова).
Західна частина житлового масиву забудована багатоповерхівками від вулиць Лісопаркова та Лісозахисна  до непарного боку вулиці Синельниківської. Крайній захід району: вулиці Олександра Оцупа та Волонтерська (колишня Магаданська) та східна частина від парного боку вулиці Синельниківської до вулиць Електровозної та Дирижабельної  приватна одноповерхова забудова. 

### Вузол або житловий масив Південний
Житловий масив являє собою забудову в основному вздовж вулиці Зимових Походів (до 2024 - Молодогвардійська), довкола якої де-не-де розкидані квартали біля підприємств. Західна межа - Мерефо - Херсонська залізнична гілка, що проходить по двом мостам над місцем, де вулиця Любарського переходить у вулицю Зимових Походів, з півночі розташована станція Нижньодніпровськ - Вузол, з півдня промислова зона підприємств Дніпропапірважмаш, Дніпровський стрілочний завод, Дніпровська паперова фабрика, Дніпровський м'ясокомбінат. На сході переходить в історичну місцевість Бики.
Головні вулиці Зимових Походів, Масивна, Механічна. 
Забудова  багатоповерхівки на вулиці Зимових Походів від вулиці Дуніча (парний бік), до  третьої поліклініки дванадцятого територіального медоб'єднання; непарний бік вздовж вулиць Масивна,  Механічна, Спортивна. Одноповерховий приватний сектор вулиці Єлісеєвська, Порцелянова, Кренкеля.

### Зв'язок між районами
Обидва житлові масиви ізольовані одне від одного станцією, що унеможливлює між ними пряме  автомобільне сполучення. Над  залізничним полотном прокладено два пішоходних мости, по яким треба йти в середньому десять хвилин. 

## Історія
На початку 1910 - х років Міністерство шляхів сполучення Російської імперії  спроектувало Мерефо - Херсонську залізницю та другий залізничний міст через Дніпро у Катеринославі. Чільне місце біля мосту мав посідати великий залізничний вузол, що з'єднував би Мерефо - Херсонську залізницю з Катерининською.
У 1912 році біля зупинного пункту Пост - Міст починається зведення вузлової залізничної станції, біля якої стихійно виникає безіменне селище будівельників трущобного типу.
В зв'язку з початком Першої світової війни будівництво було законсервоване.
На початку 1920 - х селище біля покинутого будівництва отримало назву Володимирове. 
З початком індустріалізації держава звернула увагу на промзону на сході Амур-Нижньодніпровська. Спочатку планувалось збудувати вантажний порт у гирлі Самари, який би обслуговував потреби промислових підприємств. Однак у 1929 році Наркомат шляхів сполучення  вирішив повернутись до будівництва залізничного вузла з паровозним депо  і у 1930 році спорудження станції відновилось. У 1932 році станція Нижньодніпровськ-Вузол, котра стала однією з найбільших в СРСР, була здана в експлуатацію.
Одночасно почалось перепланування і перебудова селища: на північ від станції розташовуються квартали Жовтневого (згодом Північний), південніше прокладається головна вулиця, яку назвали Рибальське Шосе. Поруч із нею протягом 1930 - х років були збудовані мікрорайони М'ясокомбінат, Нафтобаза та інші.
У 1935 році заснована школа для дітей залізничників (нині навчально - виховний комплекс N 70).
У 1937 році на житловий масив Південний прокладається трамвайна лінія дев'ятого маршруту з площі Островського.
У 1941 році закладається фундамент палацу культури залізничників, але спорудженню завадила війна.
Під час німецької окупації на станції діяла підпільна комсомольська група І. П. Іванова. У січні 1942 члени групи на перегоні Ігрень - Іларіонове зсунули рейки, внаслідок чого сталась аварія німецького військового ешелону.
У кінці квітня 1942 року на вагоноремонтному заводі патріоти спалили склад з обмундируванням, а в листопаді на станції Нижньодніпровськ - Вузол підпалили цистерни з пальним, що призвело до вибуху ешелону з боєприпасами, який стояв поруч.
23 вересня 1943 року станція і селища були визволені від ворога, проте зазнали суттєвих руйнувань. Відновлювалася станція та житлові масиви протягом усіх 1940 - х років.
Протягом 1950 - х років на північ від району Північний ентузіасти селища та працівники Дніпропетровської дистанції залізниці висадили сосновий ліс. Одночасно з ініціативи завуча середньої школи N 70  школярі садили тополі на вулицях Північного.
7 лютого 1951 року засновано середню школу N 39.
У 1963 році було збудовано стадіон "Локомотив" та Палац культури "Металург" заводу Вторчормет.
Протягом 1963 - 1996 на Північному житловому масиві будується двадцять багатоповерхових будинків. Одночасно будуються багатоповерхівки на Південному - Вузлі.
10 жовтня 1974 року на півночі станції поблизу вулиці Іларіонівської було встановлено пам'ятник паровоз СО "17 - 1613", який у 1945 році дійшов до Берліна, а у липні того ж року привіз на Потсдамську конференцію радянську делегацію на чолі з Й. В. Сталіним.
У 1977 році Нижньодніпровськ - Вузол увійшов до новоутвореного Самарського району Дніпропетровська.
У 1998 році в лісопарку Північний було закладено храм на честь ікони Іверської Божої Матері.  Через 8 місяців виросла капличка Золоті Ворота. 14 вересня 2008 року митрополит УПЦ МП Дніпропетровський і Павлоградський Іриней освятив храм.

## Соціальна інфраструктура

### Житловий масив Північний
- Стадіон " Локомотив" - футбольне поле, бігова доріжка, спортивні зали;
- Лікарня Придніпровської залізниці - вулиця Ілларіонівська 9;
- Поштове відділення N 124 - вулиця Синельниківська, 40;
- Бібліотека Придніпровської залізниці - вулиця Семафорна N 42;
- Палац культури "Північний" (колишній "Металург").
- Навчально - виховний комплекс N 70 - при школі працює футбольний клуб "Іста";
- Загальноосвітня школа N 39 - учні працюють у майстернях локомотивного депо станції, ремонтують електровози, вивчають слюсарну справу.

### Житловий масив Південний
В інфраструктурному плані менше розвинутий.
- Поштове відділення N 22 - вулиця Зимових Походів N 26;
- Поліклініка N 3 12-го територіального медоб'єднання - вулиця Зимових Походів N 32;
- Середня загальноосвітня школа N 24 - вулиця Зимових Походів N 18;
- Дитячий садок "Малятко" - вулиця Зимових Походів N 22 а;
- Колишнє медичне училище - вулиця Зимових Походів N 57.

## Промисловість

### Північний
- Акумуляторний завод "Іста - центр" - вулиця Курсантська N 30.
- Вторчормет - вулиця Добробатів 146.

### Південний
- Вагонне Депо станції Нижньодніпровськ -Вузол - вулиця Зимових Походів N 1;
- Дніпровський завод мостових залізобетонних конструкцій - вулиця Зимових Походів N 2;
- ПАТ "Трансмаш" - вулиця Зимових Походів N 17;
- Дніпровський стрілочний завод - вулиця Любарського 146;
- ПАТ Дніпроважпапірмаш - вулиця Любарського N 98;
- Дніпровська паперова фабрика - вулиця Адмірала Білинського 1а;
- Дніпровський м'ясокомбінат - вулиця Зимових Походів N 82.

## Транспорт
На станціях Нижньодніпровськ - Вузол, Депо - Вузол, 194 кілометр зупиняються приміські поїзди, на головній станції Вузла також зупиняються пасажирські поїзди.
Трамвай N9 маршрут Старомостова площа - М'ясокомбінат.
Автобусні маршрути на житловий масив Північний з центру і Старомостової площі та 37 маршрут від житлового масиву Лівобережний.
Вулицею Зимових Походів ходять автобуси на Одинківку.
Також у радянський час в генпланах 1980 - х планувався тролейбус на Північний.